# 臺灣八景詩
臺灣八景詩是臺灣清治時期的漢文特色詩作種類，主要伴隨「臺灣八景」而來。連橫認為「余讀舊志有臺廈道高拱乾之作推為最古」，認為高拱乾為最早的創作者。八景詩以近體詩為絕大多數，分五言、七言及絕句、律詩，以七言律詩為最常見。八景詩的創作者，有許多並非親臨其地，所以不是完全的紀實之作，其中間雜許多想像。

## 沿革
臺灣八景詩首見於高拱乾編纂的《臺灣府志·藝文志》中，收錄高拱乾、齊體物、王璋、王善宗、林慶旺等五位作家的八景詩，主詩題為〈臺灣八景〉，子標題為〈安平晚渡〉、〈沙鯤漁火〉、〈鹿耳春潮〉、〈鷄籠積雪〉、〈東溟曉日〉、〈西嶼落霞〉、〈澄臺觀海〉及〈斐亭聽濤〉，以臺灣府為主。 
清代臺灣八景的擇定，主要跟著清朝政府的統治範圍而擴大。從〈臺灣八景〉所在的臺南開始往北發展，再往東擇定，最後出現私人園林八景。八景的選擇命名與八景詩的寫作，主要見於文人團體及官員，計有遊宦文人41人，219首詩；台灣本土文人65人，278首詩；作者生平不詳者9人，35首詩。。八景與八景詩的關係，部分是「有景未必有詩」，可見兩者並不存在絕對的創作關係。:161-162
儘管如此，其後仍有許多文人沿用〈臺灣八景〉此詩題進行創作。臺灣八景詩後來引申成為臺灣各地的八景詩，依據研究者劉麗卿的分類，除了臺灣府八景外，還有縣廳級八景，如縣級八景的諸羅縣、鳳山縣、臺灣縣、彰化縣、恆春縣、新竹縣、雲林縣、苗栗縣；廳級八景的〈淡水廳八景〉、〈噶瑪蘭廳八景〉、〈澎湖廳八景〉。另外有聚落型八景，如〈鼓山八景〉、〈龜山八景〉、〈陽基八景〉、〈塹南八景〉、〈雞籠八景〉、〈淡北內八景〉、〈淡北外八景〉等。私人園林八景則有〈聚芳園八景〉、〈北郭園八景〉。

## 意義與詮釋
臺灣文學研究者施懿琳在分析清代遊宦與在地詩人兩個創作族群中的臺灣意象時提到，八景的命名起源於遊宦文人，但「延用此命名進一步深化並具體描述的，則大部分是熟諳這個環境的本地文人:89」而且更加細緻與落實。施懿琳以鄭用錫的「北郭園八景」詩作為例，提出遊宦文人普遍「以此狹隘的範圍來進行其所認知的臺灣書寫。不僅心中的臺灣地圖是殘缺不完整的，清吏們對這些景致的書寫，或抽象地描摹，或帶有濃厚的宣教意味，大多非純粹賞玩風景之作。:87」相形之下，本土文人鄭用錫的「北郭園八景」雖然「不一定是要顛覆官方，但是，卻不妨看成本地文人，其實也有意要從被詮釋者的角度翻轉，介入權力中心，為自己的土地及文化發言。」
臺灣文學研究者陳佳妏也認為，鄭用錫〈北郭園新成八景答諸君作〉所透露出的思想，「可說是清代台灣八景詩發展的極致」，這是從行政區域到個人生活美學的轉變，「代表景觀詮釋權的移轉」，八景的命名與書寫不再只為方志與官員服務，而是「純粹根植於日常生活經驗，拉近觀景人與景觀之間的審美距離」。